# لادیسلاف لوبینا
لادیسلاف لوبینا (چکی: Ladislav Lubina؛ زادهٔ ۱۱ فوریهٔ ۱۹۶۷) بازیکن هاکی روی یخ اهل چکسلواکی بود.